# Aleksandr Pietruszewski (radziecki generał)
Aleksandr Wasiljewicz Pietruszewski (ros. Александр Васильевич Петрушевский, ur. 15 września?/27 września 1898 w Łunińcu, zm. 21 października 1978 w Moskwie) – radziecki dowódca wojskowy, generał pułkownik, Bohater Związku Radzieckiego (1944).

## Życiorys
Ukończył gimnazjum, 1915 został powołany do rosyjskiej armii, 1916 skończył szkołę piechoty, uczestniczył w I wojnie światowej w stopniu podporucznika. W 1918 wstąpił do Armii Czerwonej, w wojnie domowej dowodził kompanią, batalionem i pułkiem piechoty na Froncie Południowym, był ranny, po wojnie dowodził batalionem, 1922 został szefem sekcji operacyjnej sztabu Oddziału Specjalnego Przeznaczenia w guberni briańskiej. W 1923 skończył Wyższą Taktyczną Szkołę Piechoty, od sierpnia 1923 dowodził batalionem w 2 Turkiestańskiej Dywizji Piechoty, 1928 ukończył Akademię Wojskową im. Frunzego, od lipca 1928 do listopada 1930 był szefem sekcji operacyjnej sztabu 34 Dywizji Piechoty. Od listopada 1930 do grudnia 1931 był szefem sekcji pierwszej sztabu 19 Korpusu Piechoty, od grudnia 1931 do maja 1932 kierownikiem kursów „Wystrieł”, od maja 1932 do kwietnia 1934 kierownikiem taktycznych kursów doskonalenia kadry dowódczej wojsk zmechanizowanych Armii Czerwonej, a od kwietnia do lipca 1934 wykładowcą taktyki wojsk zmechanizowanych. Od lipca 1934 do sierpnia 1935 był starszym wykładowcą katedry wojsk zmechanizowanych w Akademii Wojskowej im. Frunzego, następnie szefem sztabu 20 Dywizji Piechoty, 1938 ukończył Wojskową Akademię Sztabu Generalnego, w styczniu 1938 został zastępcą szefa sztabu Białoruskiego Okręgu Wojskowego. Od września 1940 do maja 1941 był zastępcą szefa sztabu Zachodniego Specjalnego Okręgu Wojskowego ds. zagadnień organizacyjno-mobilizacyjnych, a od 5 maja 1941 szefem sztabu 13 Armii w Mohylewie, po ataku Niemiec na ZSRR brał udział w walkach na Froncie Zachodnim, od 11 listopada do 24 grudnia 1941 Południowo-Zachodnim, od 24 grudnia 1941 do 12 marca 1943 Briańskim, następnie Centralnym. Uczestniczył w obronie Mińska, bitwie pod Smoleńskiem, kontruderzeniu spod Moskwy, operacji jeleckiej, bitwie pod Kurskiem i innych bitach. Od grudnia 1943 do marca 1945 dowodził 104 Korpusem Piechoty 40 Armii 2 Frontu Ukraińskiego, brał udział w operacji korsuń-szewczenkowskiej i humańsko-botoszańskiej, podczas szturmu na rumuńskie miasto Turda został kontuzjowany, później dowodził zdobyciem miasta Kluż, od marca 1945 do końca wojny dowodził 46 Armią, biorąc udział w operacji wiedeńskiej i praskiej. Po wojnie nadal dowodził 46 Armią, od czerwca 1946 do lutego 1947 był szefem sztabu Zakaukaskiego Okręgu Wojskowego, 1947 starszym wykładowcą Wyższej Akademii Wojskowej im. Woroszyłowa, a 1947-1950 głównym doradcą wojskowym przy Bułgarskiej Armii Ludowej. W latach 1950–1953 był zastępcą dowódcy-szefem sztabu Zachodniosyberyjskiego Okręgu Wojskowego, 1953-1957 głównym doradcą wojskowym przy Chińskiej Armii Ludowo-Wyzwoleńczej i jednocześnie attaché wojskowym ZSRR w ChRL, a 1957-1959 komendantem Wojskowej Akademii Armii Radzieckiej (Akademii Wojskowo-Dyplomatycznej GRU), 1960 zakończył służbę wojskową. Został pochowany na Cmentarzu Nowodziewiczym. Jego imieniem nazwano szkołę i ulicę w Łunińcu.

## Awanse
- Generał major (27 grudnia 1941)
- Generał porucznik (25 września 1943)
- Generał pułkownik (21 sierpnia 1954)

## Odznaczenia
- Złota Gwiazda Bohatera Związku Radzieckiego (13 września 1944)
- Order Lenina (trzykrotnie - 17 maja 1944, 13 września 1944 i 21 lutego 1945)
- Order Czerwonego Sztandaru (pięciokrotnie)
- Order Kutuzowa I klasy (28 kwietnia 1945)
- Order Suworowa II klasy (dwukrotnie - 21 kwietnia 1943 i 15 stycznia 1944)
- Order Czerwonej Gwiazdy (22 lutego 1941)

Medale ZSRR i odznaczenia zagraniczne.